# Schottische Badmintonmeisterschaft 1955
Die Schottische Badmintonmeisterschaft 1955 fand in Glasgow statt. Es war die 34. Austragung der nationalen Meisterschaften von Schottland im Badminton.

## Titelträger
| Disziplin    | Sieger                              |
| ------------ | ----------------------------------- |
| Herreneinzel | Alastair Russell                    |
| Dameneinzel  | Wilma Tyre                          |
| Herrendoppel | Alastair Russell Alistair McIntyre  |
| Damendoppel  | Catherine Dunglison J. H. Dunglison |
| Mixed        | Alistair McIntyre Eileen McKenzie   |